# Operation Sledgehammer
Operation Sledgehammer var under Andra Världskriget en eventuell allierad plan på en invasion av Europa år 1942 för att öppna en ny front och dämpa pressen på de sovjetiska soldaterna på östfronten.
Målet med operationen var att inta Cherbourg eller Brest i norra Frankrike och skapa ett fotfäste där man kunde skeppa över en större invasionstyrka.
USA argumenterade för operationen men Storbritannien var emot den. De allierade beslöt så småningom att man inte hade tillräckligt med landstigningsfarkoster vid tillfället och övergav planen i favör för Operation Gymnast (Senare omdöpt Operation Torch), invasionen av Nordafrika.